# 张厚粲
张厚粲（1927年4月10日—2022年12月24日），女，河北南皮人，為清末名臣張之洞的孫女，中国心理学家，北京师范大学教授。

## 生平
1927年4月10日生于北京。
1944年，张厚粲从贝满女中毕业后考入上海震旦大学。1945年因上海遭侵华日军轰炸而回京，插班考入辅仁大学心理学系，师从林传鼎教授。1948年毕业，获教育学学士学位。其后留校担任助教。1952年全国高校院系调整后，辅仁大学心理系被并入北京师范大学教育系。此后历任北京师范大学助教、讲师、副教授、教授。1981年9月至1982年11月，美国匹兹堡大学和宾西法尼亚大学访问学者。1984年至1986年，担任北京师范大学心理系系主任。1986年8月至1987年5月，美国密歇根大学访问学者。1988年受聘为国务院参事。
1993年至1997年，担任第八届全国政协委员，兼社会法制委员会委员。1998年至2002年，担任第九届全国政协委员，兼文史资料委员会委员。
2022年12月24日在北京病逝，享年95岁。

## 家庭
祖父張之洞。父亲张仁蠡。

## 著作
著有《心理与教育统计》《实践心理学》等专著。